# Tosin Cole
Tosin Cole (23 lipca 1992 we Florydzie, Stany Zjednoczone) – brytyjski aktor pochodzenia amerykańsko-nigeryjskiego. Swoją popularność zyskał dzięki występom w serialach takich jak „Hollyoaks” oraz „Doctor Who”. W 2024 roku wystąpił w głównej roli w serialu Netflix „Supacell”.

## Wczesne życie
Tosin Cole urodził się na Florydzie, w Stanach Zjednoczonych, w rodzinie pochodzenia nigeryjskiego, a dorastał w Nowym Jorku. W wieku 8 lat przeprowadził się do Londynu, gdzie uczęszczał do Abbey Wood Secondary School w Greenwich. Opuszczając szkołę przed maturą, postanowił poświęcić się karierze aktorskiej. 
Choć Cole posiada podwójne obywatelstwo brytyjskie i amerykańskie, uważa się za Brytyjczyka.

## Kariera
W 2009 roku Cole wystąpił w produkcji teatralnej „Wasted!”, nowoczesnej wersji „Juliusza Cezara” Williama Szekspira, stworzonej przez Intermission Theatre, organizację pomagającą młodzieży unikać przestępczości. W 2010 roku dołączył do obsady serialu młodzieżowego „The Cut”, w którym zagrał rolę Noaha Achebe, pojawiającego się w trzeciej serii. W tym samym roku wystąpił również w dwóch krótkich filmach: „Me and My Dad” oraz „Jasmine”.
Wkrótce Cole zyskał rolę Sol Levi w serialu „EastEnders: E20”, będącym spin-offem popularnej telenoweli „EastEnders”. Aby odegrać swoją rolę, musiał nauczyć się tańczyć i zaprezentować układ taneczny przed profesjonalną grupą Flawless. Kolejną ważną rolą była postać Neila Coopera w serialu „Hollyoaks”, której grzanie od 2011 roku do śmierci postaci w 2012 roku.
W 2017 roku Cole zagrał w krótkim filmie „Father of Man”, a także wystąpił w filmie „Unlocked”. W październiku 2017 roku ogłoszono, że został obsadzony w jedenastym sezonie „Doctor Who” w roli Ryana Sinclaira, towarzysza Doktora, granego przez Jodie Whittaker. W tej roli występował do 2021 roku, a jego ostatni występ miał miejsce w specjalnym odcinku „Revolution of the Daleks”.
W sierpniu 2022 roku Cole ogłoszono jako jednego z głównych bohaterów w serialu „Supacell” produkcji Netflix, który zadebiutował 27 czerwca 2024 roku.

## Filmografia

### Filmy
- 2011: „Jasmine” jako Tyler (krótki film)
- 2013: „Gone Too Far!” jako Razer
- 2014: „Second Coming” jako Troy
- 2015: „The Enchanted Rose” jako Jude (krótki film)
- 2015: „Gwiezdne wojny: Przebudzenie Mocy” jako Lt. Bastian
- 2016: „Roadkill” jako Den (młodszy) (krótki film)
- 2017: „Father of Man” jako Alex Jacobs (krótki film)
- 2017: „Unlocked” jako Amjad
- 2019: „Pamiątka” jako Phil
- 2020: „Certified Black Genius” jako Kaye (krótki film)
- 2021: „Pamiątka”: Część II jako Phil
- 2021: „Pirates” jako Clips
- 2022: „Homeless Talent” jako Chris (krótki film)
- 2022: „Till” jako Medgar Evers

- 2023: „House Party” jako Damon
- 2024: „Bob Marley: One Love” jako Tyrone Downie
- 2026: „Three Bags Full: A Sheep Detective Movie” jako TBA (filmowanie)

### Seriale
- 2010: „The Cut” jako Noah Achebe
- 2010–2011: „EastEnders: E20” jako Sol Levi
- 2011–2012: „Hollyoaks” jako Neil Cooper
- 2012: „Hollyoaks Later” jako Neil Cooper
- 2013: „Holby City” jako Keith Potts
- 2014: „The Secrets” jako Anthony
- 2015: „Lewis” jako Djimon Adomakoh (2 odcinki)
- 2015: „Versailles” jako Kobina
- 2018: „Doctor Who Access All Areas” jako On sam
- 2018–2021: „Doctor Who” jako Ryan Sinclair (główna rola, 22 odcinki, sezon 11-12)
- 2022: „61st Street” jako Moses Johnson (główna rola, 8 odcinków)
- 2024–: „Supacell” jako Micheal

### Teatr
- 2009: „Sixteen” jako Tyrone (The Gate / SPID Theatre)
- 2009: „Wasted” jako Casca
- 2010: „Verona Road” jako Romeo
- 2011: „Pandora's Box” jako Tope (Oval House Theatre)
- 2011: „Mad About the Boy” jako The Boy (West Yorkshire Playhouse)
- 2013: „HMP Macbeth” jako Malcolm (Intermission Youth Theatre)
- 2015: „Stop” jako Kriston (Trafalgar Theatre)
- 2016: „They Drink It in the Congo” jako William / Samo / Oliver / Kevin (Almeida Theatre)
- 2018: „Ear for Eye” jako Young Adult (Royal Court Theatre)
- 2024: „Shifters” jako Dre (Bush Theatre)